# Johnny Blowers

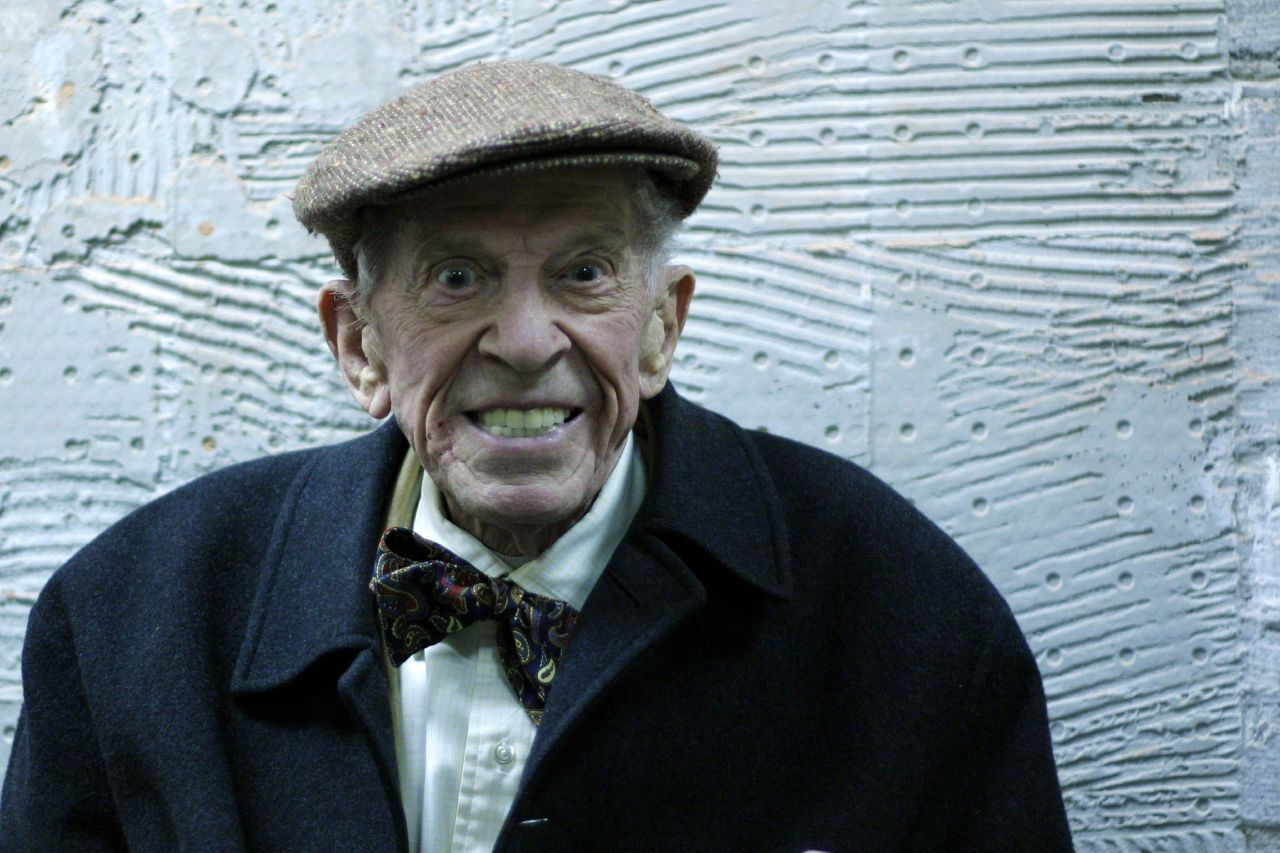
Johnny Blowers (2005)

Johnny Blowers; eigentlich John G. Blowers Junior (* 21. April 1911 in Spartanburg, South Carolina; † 17. Juli 2006) war ein US-amerikanischer Jazzmusiker (Schlagzeug).

## Leben und Wirken
Blowers arbeitete ab Mitte der 1930er-Jahre als professioneller Musiker; erste Aufnahmen entstanden 1936 in Charlotte (North Carolina), als er bei Bob Pope and His Hotel Charlotte Orchestra spielte. Bald darauf zog er nach New York City, wo er mit Bobby Hacketts Band im Jazzclub Nick’s im Greenwich Village, mit Größen wie Eddie Condon und Pee Wee Russell auftrat. Im April 1938 schloss er sich Bunny Berigans Big Band an. Kurz darauf nahm er mit Teddy Wilson auf („Don't Be That Way“) und trat auch mit Jan Savitt und Ben Bernie auf. In den folgenden Jahren arbeitete er u. a. mit Bobby Hackett, Louis Armstrong („Blueberry Hill“), Ella Fitzgerald, Sidney Bechet, Cy Walter, Bill Harris, Billie Holiday, Don Byas, Red Norvo, Perry Como („Prisoner of Love“), Bunny Berigan, Bud Freeman, Clyde Newcomb, Judy Garland („On the Atchison, Topeka and the Santa Fe“), Eddie Fisher, Mel Tormé, Teddy Wilson, Eddie Condon, Artie Shaw, Woody Herman, Paul Whiteman, Bing Crosby und vor allem bei Frank Sinatra, der 1943 Blowers als Schlagzeuger auswählte.
In den frühen Tagen des Fernsehens in den 1950er-Jahren war Blowers weiterhin als Musiker für CBS, NBC und ABC tätig. 1947 trat er fast das ganze Jahr im Jazz Club von Eddie Condon auf, besaß aber im selben Jahr kurzzeitig seinen eigenen Club, den Club Blowers im Stadtteil Queens. In den frühen 1960er-Jahren nahm er das Angebot an, seine eigene Radiosendung auf Long Island zu moderieren, in der er Musik spielen und Interviews führen würde; Blowers führte dabei Interviews mit Louis Armstrong, Duke Ellington, Gene Krupa und vielen anderen.
In den 1970er-Jahren führte das erneute Interesse an traditioneller Jazz- und Swingmusik zu vielen Auftritten bei Festivals und Clubs. Er verbrachte einige Jahre im Broadway-Musical „Follies“ als einer der Musiker, die mit einer kleinen Jazzband auf der Bühne auftraten. 1991 nahm er das Album Those Giants of Jazz auf und tourte mit der Harlem Blues and Jazz Band weltweit. Er gehörte der Band von 1986 bis 2005 an; dann hinderte ihn die Krankheit daran, seine Musikerkarriere fortzusetzen. Im Bereich des Jazz war er laut Tom Lord zwischen 1936 und 1991 an 103 Aufnahmesessions beteiligt, in späteren Jahren auch mit Joe Marsala, Eddie Barefield, Warren Vaché, Pee Wee Erwin und Barbara Lea.
Warren Vaché senior verfasste seine Biografie Back Beats and Rim Shots, die 1997 bei Scarecrow Press veröffentlicht wurde.

## Diskographische Hinweise
- Johnny Blowers and His Giants of Jazz (JBG, 1991), mit Randy Sandke, Bobby Pring, Ted Nash, Harry Allen, John Bunch, Howard Alden, Linc Milliman, Lynn Roberts